# Бароний, Цезарь
Це́зарь Баро́ний (лат. Caesar Baronius), Че́заре Баро́нио (итал. Cesare Baronio; не ранее 30 октября 1538 и не позднее 31 октября 1538, Сора, Лацио — 30 июня 1607[…], Рим) — католический историк, кардинал, член конгрегации ораторианцев.

## Биография
Родился в городе Сора неподалёку от Рима. Начальное образование получил в Вероли. Затем начал изучать богословие в Неаполе, однако вынужден был прервать обучение из-за беспорядков в городе вызванных Франко-испанскими войнами за обладание Италией. 
В 1557 году переехал в Рим, где начал изучать право. Во время учёбы познакомился с Филиппом Нери, основателем общества ораторианцев. Идеи Филиппа Нери увлекли Барония, он присоединился к ораторианцам и избрал для себя церковную карьеру.
В 1561 году был рукоположён в сан диакона и получил диплом юриста. В 1564 году был рукоположён в священники. Последующие годы вёл активную деятельность в римских ораториях, проповедовал и преподавал историю Церкви. 
Занимался издательской деятельностью, в 1580 году издал житие святого Амвросия Медиоланского, был одним из главных авторов Римского мартиролога, изданного в 1586 году. Участвовал в подготовке календарной реформы, проведённой папой Григорием XIII.
В 1593 году Бароний сменил святого Филиппа Нери на посту главы ораторианцев. В 1595 году стал духовником папы Климента VIII и апостольским протонотарием, в 1596 году был назначен кардиналом. Бароний приобрёл большой вес и уважение при папском дворе. С 1597 года исполнял обязанности главы Ватиканской апостольской библиотеки.
В 1605 году был одним из главных кандидатов на обоих конклавах этого года, но его кандидатура была заблокирована испанскими кардиналами, испытывавшими к Баронию неприязнь из-за его критики испанской политики на Апеннинах. На первом конклаве, избравшем в итоге Льва XI, Бароний получил 37 голосов при необходимых 40. На втором конклаве, избравшем Павла V, Бароний обладал большинством голосов и не был избран лишь из-за яростных угроз испанской партии.
Скончался в Риме 30 июня 1607 года. Похоронен в римской церкви Санта-Мария-ин-Валичелла.

## Исторические труды

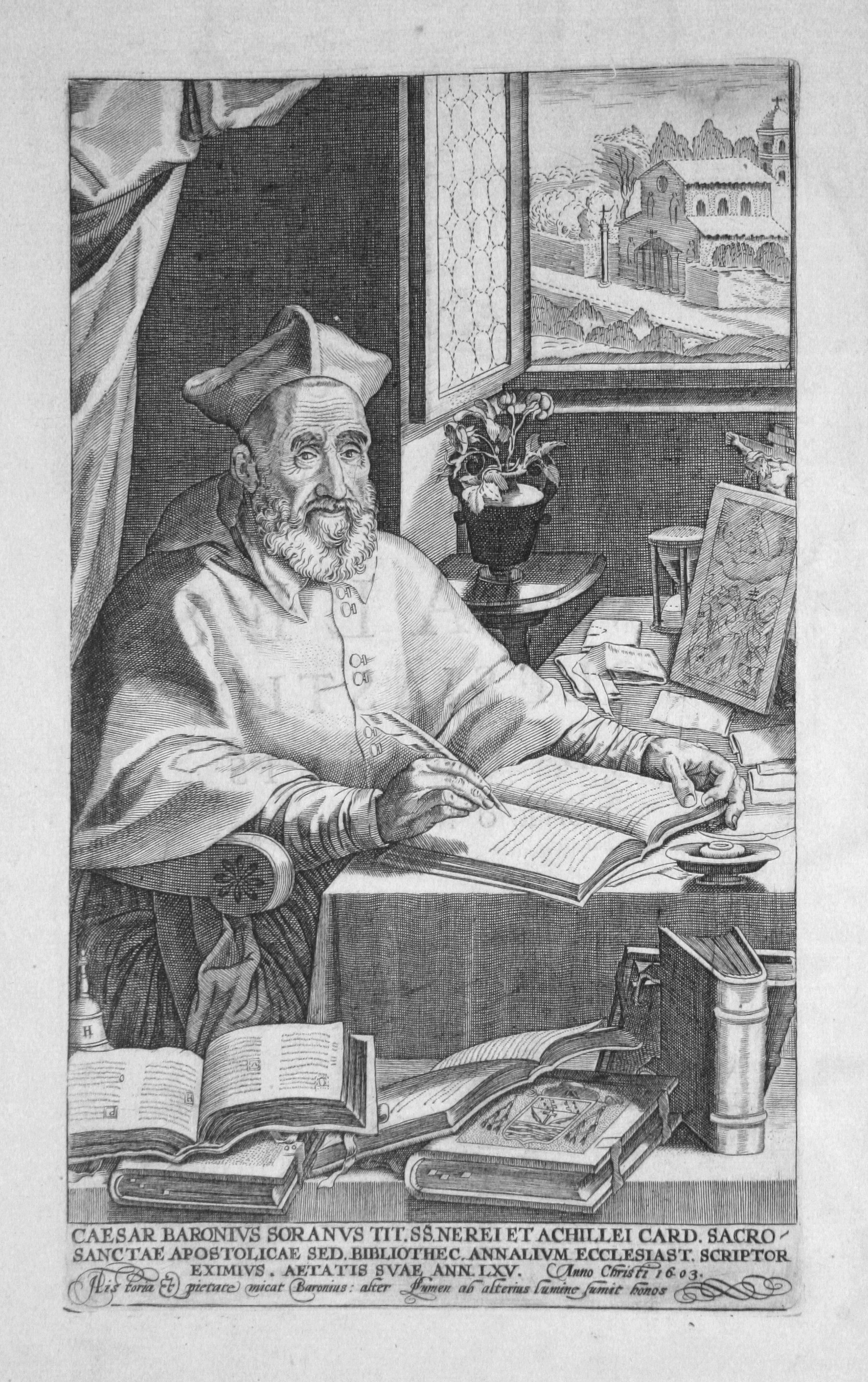
Фронтопсис «Церковных анналов» издания 1624 года с портретом Барония

Во второй половине XVI века протестантскими историками был создан труд Магдебургские центурии, большое сочинение по истории Церкви, носившее ярко выраженную антикатолическую направленность. При содействии папы Сикста V Бароний начал работать над глобальным трудом по истории Церкви, который стал бы католическим ответом «Центуриям». Итогом его многолетней работы стал 12-томный труд «Церковные анналы» (Annales Ecclesiastici, 1588—1617 год).
В Анналах освещается период церковной истории от возникновения христианства до 1198 года. Автор демонстрирует в своём труде исторический анализ источников, критический подход к ним, широкую эрудицию. Изложение ведётся в строго хронологическом порядке. Проведя громадную работу в архивах и в Ватиканской библиотеке, Бароний привлек большое количество источников по церковной истории, как опубликованных, так и рукописных, включая ранее неизвестные. Бароний впервые в средневековой истории использовал в работе археологические данные, в частности результаты раскопок римских катакомб.
«Церковные анналы» принесли Баронию славу, но в то же время вызвали широкую полемику. Некоторые историки заметили в Анналах ряд существенных ошибок и неточностей, главным образом, в греческих переводах и фактах греческой истории.
В дальнейшем ряд историков работали над продолжением «Анналов». О. Ринальди и Ж. Ладеричи написали ещё 12 томов, доведя изложение событий до середины XVI века. В 1705 году были опубликованы «критические комментарии к Анналам» за авторством А. Паджи, где были подробно разобраны спорные моменты в труде Барония.
Перу Барония принадлежит ещё ряд работ. Политический «Трактат о Сицилийской монархии» первоначально был в составе Анналов, но впоследствии был исключён из исторического труда и издавался отдельно. Трактат носил антииспанский характер, в нём оспаривались права Испании на Неаполь и Сицилию. Эта работа вызвала ненависть к Баронию испанского двора, Анналы были запрещены испанской инквизицией. Ещё две работы Барония посвящены греко-католицизму и Брестской унии 1596 года. В этих работах, кроме собственно церковного вопроса, Бароний уделяет внимание происхождению восточных славян, нравам и укладу жизни.
Знаменитый польский теолог Пётр Скарга осуществил перевод Анналов на польский язык и издал их в 1603 году в Кракове. Этот перевод широко использовался православными писателями, в частности Димитрием Ростовским. Старообрядец Игнатий сделал перевод издания Скарги на церковнославянский под названием «Годовые дела церковные от Рождества Господа Бога и Спаса нашего Иисуса Христа, вновь переведенные, нужнейшие вещи из Барониуса, второго друкования». Широкое хождение среди старообрядцев получили «выписки из Барониуса», которые отличались неточностями в изложении фактов. В 1719 году «Анналы» были опубликованы на русском языке в Москве под названием «Деяния церковные и гражданские от Р. Х. до XIII столетия». Поскольку в своём труде Бароний защищает католический взгляд на историю Церкви I тысячелетия и на папский примат, издание было снабжено предисловием с увещеванием к русскому читателю, «чтобы он не соблазнялся католическими умствованиями автора». Кроме того, ряд разделов, противоречащих трактовке Русской церкви истории христианства I тысячелетия, был из русского перевода исключён.

## Почитание
В Католической церкви Бароний считается «отцом церковной истории». 12 января 1745 года папа Бенедикт XIV провозгласил Барония Слугой Божьим и «Досточтимым». Часто эти почётные титулы даются персоне, как предварительный этап перед беатификацией, однако блаженным Бароний так и не был провозглашён.